# Carl Clawson Epling
Carl Clawson Epling ( 15 de abril de 1894 - 17 de noviembre de 1968 ) fue un botánico y micólogo estadounidense, especializado en Lamiaceae y muy reconocido entre los 1920s a 1960s, aunque en sus últimos años activos se interesó en Genética.
En 1906, con su familia se mudan a Los Ángeles. Sirve en el Ejército durante la Primera Guerra Mundial, y posteriormente entra al "Colegio de Agricultura" de la Universidad de California en Berkeley, recibiendo su A.B. en 1921.
Su primer cargo académico fue como instructor en Botánica en el "Oregon State College", de 1921 a 1922. Se interesa en el estudio de hongos, será asistente de verano de campo y agente de la "Oficina de Control de Enfermedades Fúngicas" del USDA, un trabajo que continuó a intervalos por una década. En 1922 recibe la "Beca Rufus J. Lackland" por trabajos de graduados en Micología por el "Missouri Botanical Garden", pero pronto cambia su interés hacia la taxonomía de las fanerógamas y se pone a trabajar bajo la dirección del Profesor Jesse M. Greenman.
Luego de obtener su Ph.D. de la Washington University, defendiendo la tesis sobre el género Monardella Benth., será miembro del personal de la Universidad de California en 1924. En 1941, es ionvestigador de la Facultad.

Epling publica más de cien artículos científicos desde monografías sobre contribuciones a las floras locales, y describiendo numerosas nuevas especies - la más famosa sea probablemente la psicoactiva Salvia divinorum.

## Honores

### Eponimia
Género
- (Lamiaceae) Eplingia L.O.Williams[1]

Especies
- (Fagaceae) Quercus × eplingii C.H.Mull.[2]
- (Lamiaceae) Agastache eplingiana R.W.Sanders[3]
- (Lamiaceae) Salvia eplingiana Alziar[4]
- (Lamiaceae) Scutellaria eplingii Legname[5]
- (Lamiaceae) Stachys eplingii J.B.Nelson[6]
- (Melastomataceae) Topobea eplingii Wurdack[7]

- La abreviatura «Epling» se emplea para indicar a Carl Clawson Epling como autoridad en la descripción y clasificación científica de los vegetales.[8]